# Promnik (województwo świętokrzyskie)
Promnik – wieś w Polsce, położona w województwie świętokrzyskim, w powiecie kieleckim, w gminie Strawczyn.
Wieś położona jest ok. 18 km od Kielc i 189 km od Warszawy. W miejscowości znajduje się Ochotnicza Straż Pożarna oraz szkoła podstawowa.
W Promniku znajduje się składowisko odpadów komunalnych z terenu Kielc i 15 gmin. Składowisko składa się z 4 kwater, z czego budowa ostatniej z nich zakończyła się pod koniec kwietnia 2022 roku. Eksploatatorem składowiska jest kielecka miejska spółka Przedsiębiorstwo Gospodarki Odpadami.
W latach 1975–1998 miejscowość położona była w województwie kieleckim.
Przez wieś przechodzi  zielona ścieżka rowerowa do Strawczyna.
Miejscowość położona jest przy drodze wojewódzkiej nr 786 Kielce – Częstochowa.
Dojazd do Kielc zapewnia od 1 września 2023 roku linia 18.

## Części wsi
| SIMC    | Nazwa     | Rodzaj     |
| ------- | --------- | ---------- |
| 0273896 | Dworskie  | część wsi  |
| 0273910 | Pastwisko | przysiółek |
| 0273904 | Piaski    | część wsi  |

## Historia
W ramach realizacji operacji „Barbarossa” w pobliżu wsi wybudowano lotnisko polowe. W skład lotniska wchodziły: betonowe pasy startowe, schrony na paliwo i sygnalizacja świetlna. Informacje na temat tego lotniska zbierał wywiad ZWZ, a później AK.

## Zabytki
- zespół dworski z II połowy XVIII w., przebudowany w XIX w., wpisany do rejestru zabytków nieruchomych (nr rej.: A.924/1-2 z 5.05.1972)[9]
- kapliczka św. Tekli